# Кармен (фильм, 1948)
«Кармен» (англ. The Loves of Carmen) — американская романтическая мелодрама 1948 года, снятая режиссёром, Чарльзом Видором. В главных ролях Рита Хейворт и Гленн Форд. Сюжет фильма создан по мотивам одноимённой новеллы Проспера Мериме.

## Сюжет
Действие происходит в Испании. В начале XIX века, дон Хосе Мизарабенгоа прибывает в Севилью, чтобы начать службу капралом в испанских драгунских войсках.
Он знакомится с цыганкой, Кармен, которая крадёт его часы и становится одержимым ею. Она бьёт по лицу крестьянку, которая её оскорбляет. Хосе получает приказ арестовать Кармен, но позволяет ей сбежать. Это означает, что теперь его понизят в должности и он будет прикован к караульной службе. Командир Хосе тоже влюбляется в Кармен.
Гадалка предупреждает Кармен, что её убьёт человек, которого она любит. Она идёт навстречу Хосе, которого обнаруживает полковник. Полковник вызывает Хосе на дуэль, во время которой Кармен подставляет офицеру подножку, в результате чего тот падает на меч Хосе и умирает.
Хосе разыскивают за убийство. Он и Кармен бегут в горы, где Хосе обнаруживает, что Кармен замужем за Гарсией, главарем банды бандитов. Хосе и Гарсия вступают в поножовщину, в которой Гарсия умирает. Хосе женится на Кармен и возглавляет банду, но супружеская пара продолжает бороться.
Кармен отправляется в Кордобу и становится любовницей тореадора Лукаса. Пабло, один из бандитов, сдает Хосе в полицию за вознаграждение. Хосе выслеживает Кармен, которая отказывается возвращаться к нему. Она плюет на него, он бьёт её ножом, полицейский стреляет в Хосе, смертельно ранив его. Кармен и Хосе умирают в объятиях друг друга.

## В ролях
- Рита Хейворт — Кармен
- Гленн Форд — дон Хосе
- Рон Ранделл — Андрэс
- Виктор Джори — Гарсиа
- Лютер Адлер — Дансер
- Арнольд Мосс — полковник
- Джозеф Булофф — Ремендадо
- Маргарет Вичерли — старая карга
- Бернард Неделл — Пабло
- Джон Барагрей — Лукас

## Производство
Актёры Гар Мур и Гиг Янг были среди тех, кто пробовался на главную мужскую роль. В ноябре 1947 года Columbia Pictures объявила, что Гленн Форд будет играть эту роль. Вирджиния Ван Упп в последнюю минуту переписала сценарий. Музыка из оперы Бизе не использовалась — музыкальная партитура состояла из песен фламенко.
Режиссёр, Чарльз Видор, говорил:

Если бы я снял картину для любителей оперы, то никто кроме них, не пришёл бы… Но если мы сделаем историю реалистично, используя ту цыганскую музыку, под которую танцевала сама Кармен, и отбросим знакомые оперные атрибуты, то даже любители оперы смогут насладиться картиной.
В ноябре Рон Рэнделл был объявлен прошедшим кастинг на роль Андрэса.
Бюджет фильма оценивался в два-три миллиона долларов. Съёмки начались в ноябре и проходили в студии и в горах Алабамы близ Лоун-Пайн.
Музыкальную партитуру фильма написал Марио Кастельнуово-Тедеско.